# Iñaki Rubio Manzano
Iñaki Rubio Manzano (Barcelona, 1974) és un professor de literatura i escriptor andorrà, que destaca en els gèneres de narrativa i els contes. Humanista de vocació i formació, es va llicenciar en humanitats per la Universitat Autònoma de Barcelona i fou Premi extraordinari de llicenciatura. Col·labora habitualment al Diari d'Andorra i a Ràdio Nacional d'Andorra. És membre de la Comissió Nacional Andorrana per la UNESCO, membre fundador del Col·lectiu Portella i membre del consell editor de la revista Portella; Andorra, lletres, arts.

## Obres
- Suite eterna. 3Quartans, 2007 (ISBN 978-84-934-8655-6)
- Trencadís. L'últim llibre de Frederic Picàbia. Editorial Andorra, 2012 (ISBN 978-99920-53-50-8)
- Els caus secrets. Editorial Moll, 2013 (ISBN 978-84-273-2199-1)
- L'altre costat del Mirall. Pagès, 2014 (ISBN 978-84-9975-553-3)
- La vida en contes; contes 2.0. Contes publicats al bloc La vida en contes Arxivat 2015-05-18 a Wayback Machine.
- Castellbó, crema o llorer reverdit, a: La muntanya escrita, La Seu d'Urgell: Edicions Salòria [et al.], 2015 (ISBN 978-84-944006-4-3) (ISBN 978-84-944197-5-1)
- Diversos autors. El joc que estimem. Andorra: Unicef Andorra, 2016 (ISBN 978-99920-3-088-2)[6][7]
- Diversos autors. Visions del purgatori. Barcelona: Males Herbes, 2018 (ISBN 978-84-947800-6-6)
- Bestiari Pirinenc. Lleida: Pagès, 2021 (ISBN 978-84-1303-263-4)
- Morts, qui us ha mort?. Barcelona: Comanegra, 2021 (ISBN 978-84-18022-95-1)
- Pau de Gósol: Picasso al Pirineu. Barcelona: Comanegra, 2023 (ISBN 978-84-19590-40-4)[8]

## Premis literaris
- Guanyador del “IV Concurso Literario Eau de Rochas – Qué leer” (2001)
- Tercer premi del concurs “Literatura Exprés (relats breus del bus exprés)" (2008)
- Guanyador del XXV Concurs de Contes de Nadal del Govern d'Andorra (2012)
- Premi Recvll de narració "Joaquim Ruyra" (2014)[9]
- Guanyador del certamen literari del festival Cryptshow-Males Herbes (2018)